# Ehemaliges Jesuitenkloster Hadamar

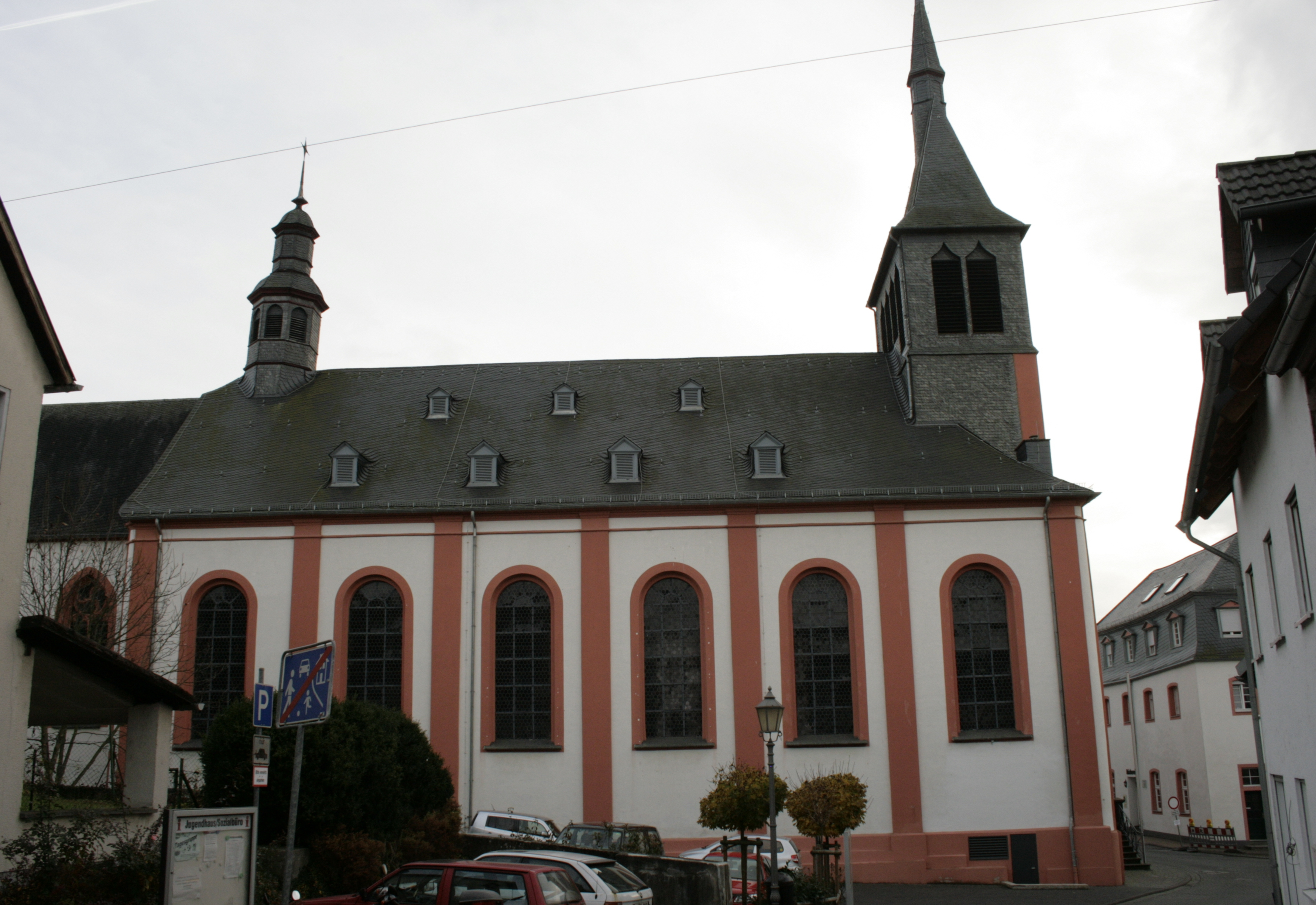
Seitenansicht der Kirche aus Norden

Die Anlage des ehemaligen Jesuitenklosters Hadamar umfasst einen größeren Gebäudekomplex im Kern der hessischen Kleinstadt Hadamar. Das Ensemble aus dem 17. Jahrhundert prägt das Stadtbild. Heute enthält es unter anderem die katholische Pfarrkirche der Stadt, die Johannes Nepomuk geweiht ist, die örtliche öffentliche Bücherei und mehrere Verwaltungsabteilungen des Bistums Limburg.

## Beschreibung

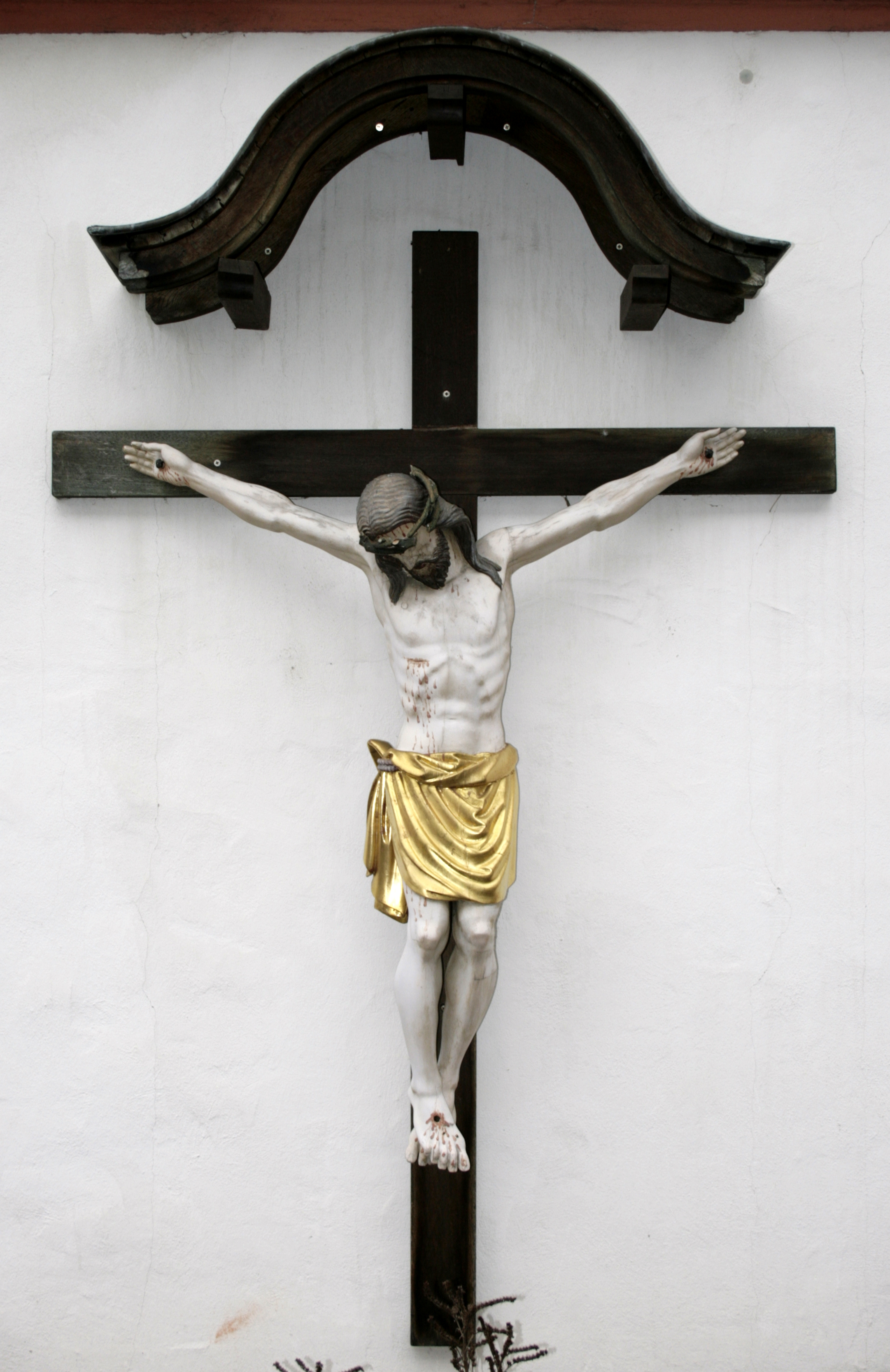
Kruzifix im Hof zwischen Kirche und Kloster

Die gesamte Jesuitenniederlassung besteht aus vier Gebäudezügen: Kirche, Kolleg- und Klosteranlage, altes Pfarrhaus und die so genannte „Jesuitenaula“. Die Gebäudegruppe ist im Südwesten mit einer Mauer abgeschirmt; diese ist der älteste Teil der Anlage.

### Kirche St. Johannes Nepomuk

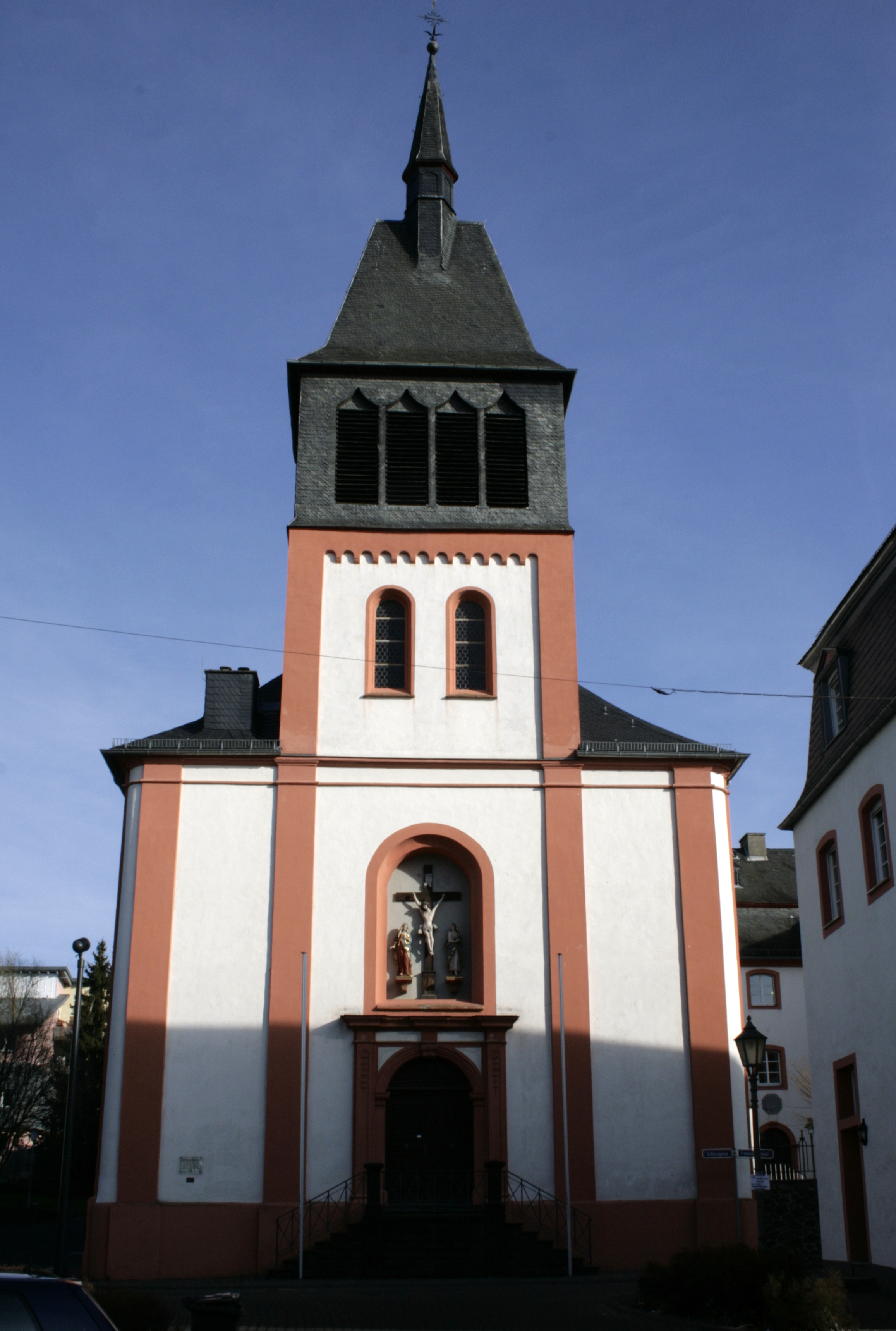
Stirnseite der Kirche

Die Kirche bildet den nördlichen Abschluss der Anlage. Der voluminöse Saalbau ist außen durch Pilaster und einen Haubendachreiter geschmückt. Sie weist ein Walmdach und Rundbogenfenster auf. Innen dominiert eine Spiegeldecke mit zwei großen Gemälden des Martyriums des Johannes von Nepomuk und der Himmelfahrt Mariens den Raum. Lisenen gliedern die Außenwände. Neben den beiden Hauptgemälden wird die Decke von einer breiten Kehle und Stuckkartuschen nach Art des Rokoko geschmückt.
Beim Hochaltar und den beiden Seitenaltären dürfte es sich um die Originalausstattung aus der Bauzeit handeln. Der Hochaltar zeigt den Heiligen Nepomuk als Patron der Kirche. Er wird flankiert von Statuen des Heiligen Ignatius von Loyola und des Heiligen Francisco de Xavier. Der Hochaltar wird vom Agnus Dei gekrönt, das vom Heiligen Aloisius von Gonzaga und vom Heiligen Stanislaus Kostka flankiert wird. Der linke Seitenaltar ist der Muttergottes geweiht, die von Bildern ihrer Mutter und ihres Vaters begleitet wird. An der rechten Seite steht ein Josefsaltar mit Figuren, die den Heiligen Jean François Régis und den Heiligen Franz von Borgia darstellen. Die Kanzel datiert auf 1762 und stammt aus der gleichen Werkstatt wie das Orgelprospekt und die Beichtstühle. Unter der Kirche befindet sich die Jesuitengruft.
1818 wurde die Jesuiten- zur Pfarrkirche. 1898 wurde der gotisierte Westturm aufgesetzt sowie der Chor vergrößert und im neogotischen Stil gestaltet.
Die ursprüngliche Orgel wurde 1875 und 1907 durch neuere Exemplare ersetzt. 1963 wurde die Kirche renoviert, was unter anderem eine Heizung und neue Bänke mit sich brachte. 1971 wurde die heutige Orgel eingebaut. Von 2004 bis 2007 fanden umfangreiche Sanierungsarbeiten am Dachstuhl der Kirche statt, die deshalb nicht für Gottesdienste genutzt werden konnte.

### Kollegium

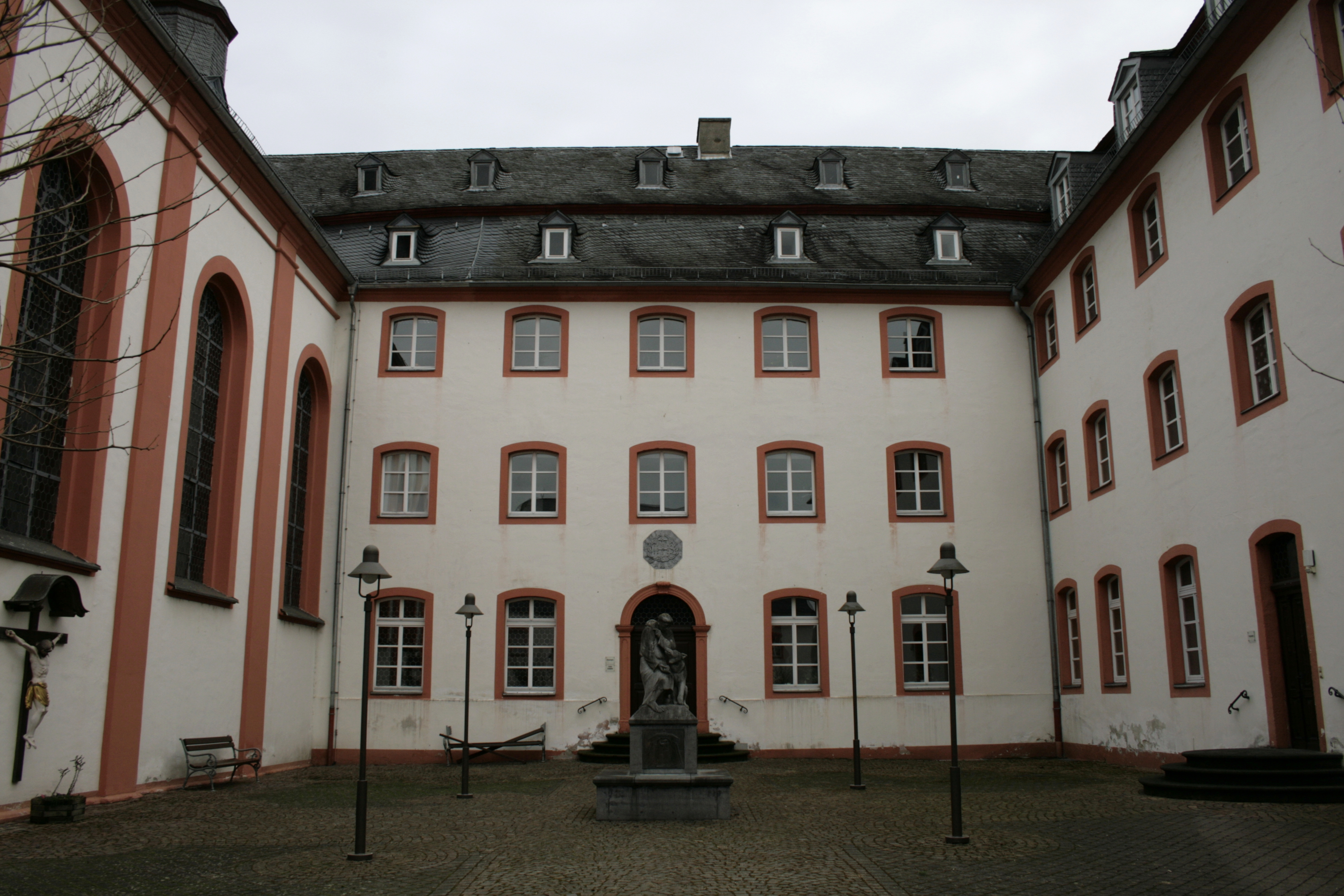
Blick in den Hof zwischen Kirche (links) und Klosterhauptgebäude

An die Kirche schließen sich zwei dreistöckige Flügel des ehemaligen Jesuitenkollegiums an. Sie bilden die Ost- und Südflanke eines Ehrenhofs, der sich südlich an die Kirche anschließt. Die Dächer sind als Mansardwalmdächer ausgeführt. Segmentbogenfenster gliedern die Fassade einheitlich. Die Portalseite des Ostflügels sticht durch abgerundete Ecken, Pilaster und eine Vortreppe hervor. Innen befindet sich ein weitgehend erhaltenes barockes Treppenhaus mit Deckengemälde. In das Mauerwerk ist ein Turmrest integriert, der noch aus dem Adelshof der Familie Langenbach stammt.

### Altes Pfarrhaus
Südlich der eigentlichen Dreiflügelanlage steht das alte Pfarrhaus, das sich im Stil dem eigentlichen Jesuitenkolleg anpasst. Die Bruchsteinmauer mit Spitzbogentor, die den Hof zwischen Kolleg und Pfarrhaus abschließt, stammt möglicherweise noch von dem Adelshof.

### Jesuitenaula

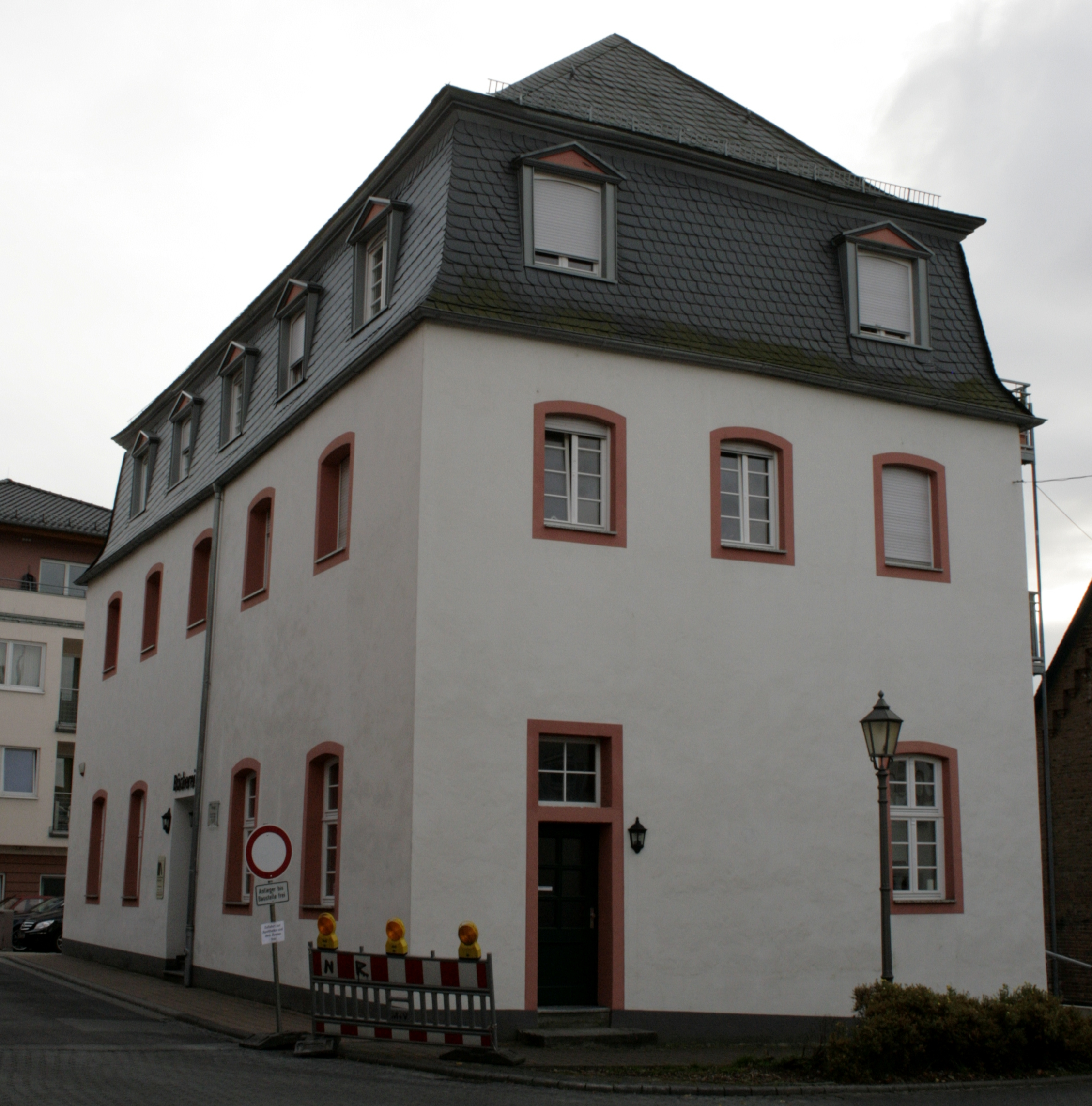
Jesuitenaula, von Norden gesehen

Vom Hauptgebäude des Kollegs durch die Johann-Ludwig-Straße getrennt, befindet sich die so genannte „Jesuitenaula“. Sie wurde 1764 als Erweiterung des Kollegs errichtet. Der verputzte Fachwerkbau fällt durch sein sehr hohes Mansardenwalmdach auf. Später wurde das Gebäude innen in zwei Wohnhäuser aufgeteilt. Die barocke Oberlichttür mit klassizistischem Windfang prägt die nördliche Hausfront.

## Geschichte

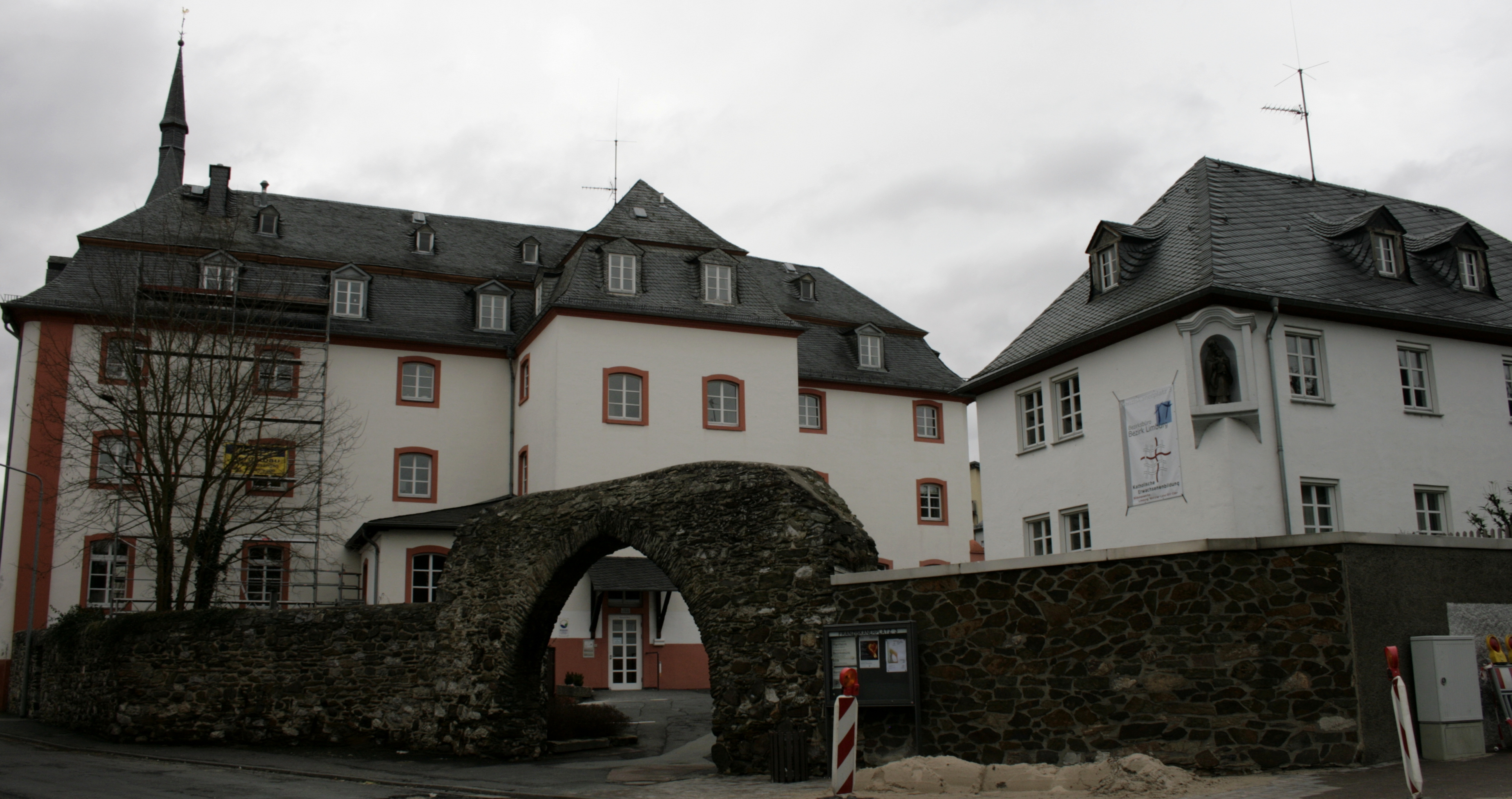
Blick auf die Außenmauer als möglicherweise ältesten Teil der gesamten Anlage und das dahinter liegende Kloster mit Pfarrhaus (rechts)

Im Jahr 1629 trat Graf Johann Ludwig von Nassau-Hadamar zum Katholizismus über und bemühte sich um die Ansiedlung mehrerer Ordensgemeinschaften. Im Januar 1630 ließen sich die ersten Jesuiten in der Stadt nieder, um als erste die katholische Seelsorge wieder aufzunehmen. Als sich ein schwedisches Heer näherte, flüchteten sie Ende 1631 nach Koblenz. Zu Weihnachten 1636 kehrten die Jesuiten zurück.
1637 bestimmte Fürst Johann Ludwig die Liebfrauenkirche zur Pfarrkirche. Von 1639 bis 1772 waren sämtliche Hadamarer Pfarrer Jesuiten. Mehrfach versuchte Johann Ludwig, die Jesuiten mit dem nötigen Geld und ausreichend Grundbesitz auszustatten, damit diese ein Kloster errichten und die Lateinschule wiederbeleben konnten, die bereits zuvor bestanden hatte, im Krieg aber ihren Betrieb eingestellt hatte. Erst 1641 erhielten die Jesuiten jedoch vom Grafen ein Haus geschenkt, das südlich an das Schlossgrundstück grenzte. Zuvor hatten sie im Schloss selbst gelebt. 1650 kaufte der Graf die Reste des Klosters Beselich sowie im folgenden Jahr einen größeren Hof der Adelsfamilie Langenbach an der Stelle der heutigen Pfarrkirche. 1652 wurden aus dem Beselicher Kapital sowie erheblichen Beistiftungen und auf dem gekauften Stadtgrundstück die Jesuitenniederlassung und das zugehörige Gymnasium offiziell gegründet und entsprechende Gebäude an der Stelle des alten Adelshofs erbaut.

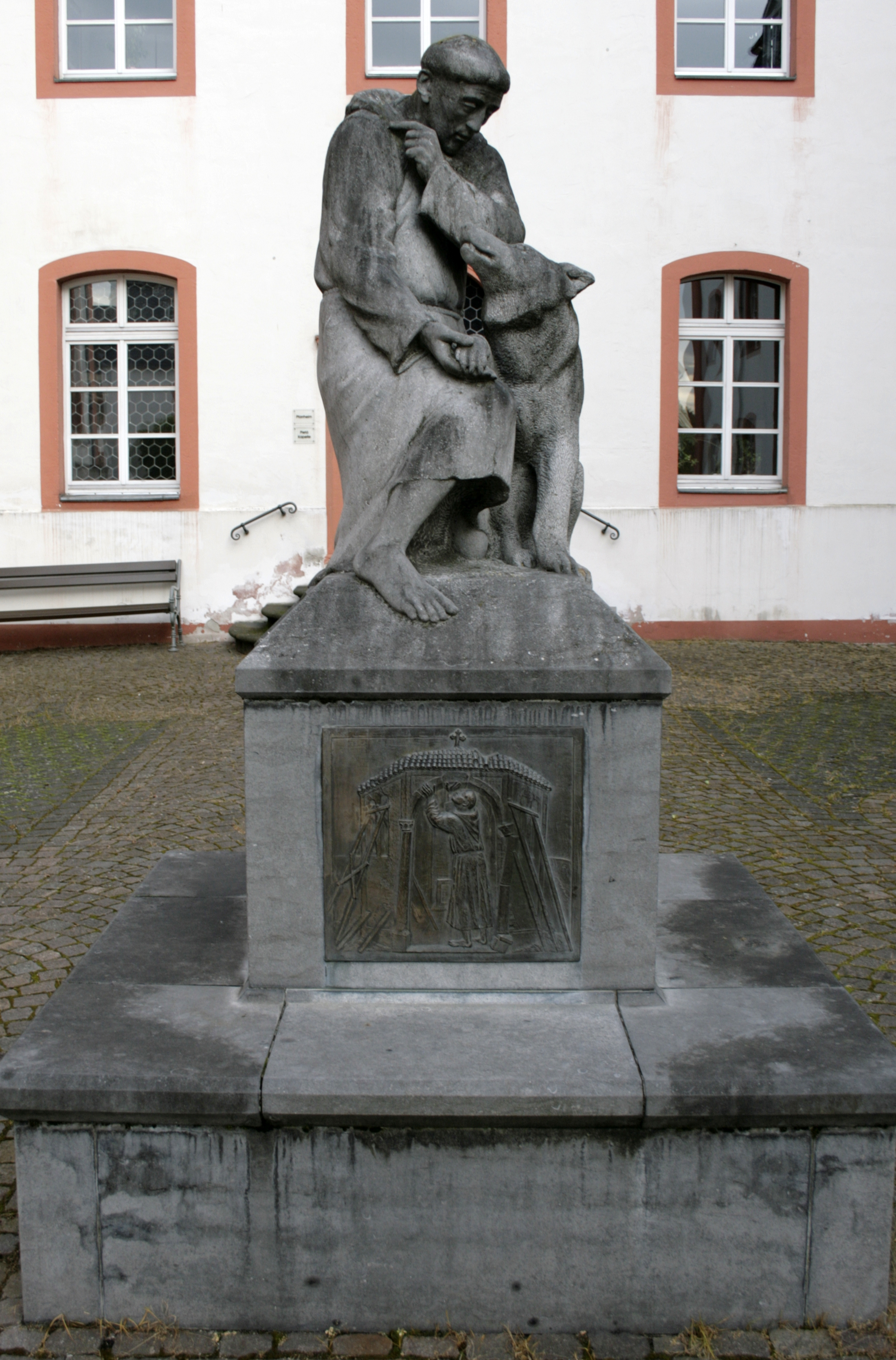
Statue des Heiligen Franziskus im Innenhof neben der Kirche

Um die Mitte des 18. Jahrhunderts war der erste Klosterkomplex allerdings bereits baufällig. Das nötige Kapital für einen Neubau erhielten die Jesuiten aus einer Stiftung des aus Hadamar stammenden Franz Josef von Hungrichhausen, Kanonikus in Speyer. Das Kloster- und Kolleggebäude wurde 1757 fertiggestellt, 1764 auf der gegenüberliegenden Straßenseite das Aulagebäude. Am 4. Juli 1753 wurde der Grundstein für die heutige Pfarrkirche gelegt. Am 23. Oktober 1755 wurde die Kirche eingesegnet. Baumeister war der aus Tirol stammende jesuitische Laienbruder Franz Pfisterer.
Bei der Auflösung des Jesuitenordens 1773 durften die beiden Ordensbrüder, die die Aufgaben des Stadtpfarrers versehen hatten, im Amt bleiben. Die übrigen zwölf Ordensmitglieder mussten die Stadt verlassen. Danach siedelten sich nie wieder Jesuiten in Hadamar an. Die Jesuitenkirche blieb aber Pfarrkirche. Im Winter 1813/14 wurden sowohl das ehemalige Kloster als auch das Gymnasium im Rahmen der Befreiungskriege als preußisches Lazarett genutzt.
1917 ließen sich erstmals nach 1803 wieder Franziskaner (OFM) in Hadamar nieder und eröffneten im Südflügel des ehemaligen Jesuitenklosters ein Studienheim für ihren Ordensnachwuchs. Am 1. März 1939 erzwang die Gestapo die Übernahme des Gebäudes. Der letzte Rektor, Pater Justus Michel, wurde in ein Konzentrationslager gebracht. Nachdem die drei verbliebenen Patres kurze Zeit weiter Seelsorge in der Stadt betrieben hatten, verließen sie noch vor Jahresende Hadamar. Nach dem Zweiten Weltkrieg nahm der Orden den Studienheimbetrieb wieder auf und erweiterte ihn 1965 um den Ostflügel des ehemaligen Jesuitenklosters. 1974 wurde das Internat geschlossen, 1976 gaben die Franziskaner den Standort Hadamar ganz auf. Das Bistum Limburg übernahm ihre Gebäude und brachte dort verschiedene Verwaltungseinrichtungen unter.
Im Jahr 2009 wurde die katholische öffentliche Bücherei der Stadt in die Jesuitenaula verlegt.

## Heutige Nutzung
Im ehemaligen Jesuitenkolleg sind heute verschiedene Verwaltungseinrichtungen des Bistums Limburg sowie Versammlungsräume der Pfarrei untergebracht. Das alte Pfarrhaus wird von der Verwaltung des katholischen Bezirksamts Limburg genutzt. Das Aulagebäude enthält die katholische öffentliche Bücherei sowie Privatwohnungen. Der Hof zwischen Klostergebäude und alten Pfarrhaus wird „Franziskanerhof“ genannt.